# Trout Mask Replica
| Recensione       | Giudizio       |
| ---------------- | -------------- |
| AllMusic         |                |
| Ondarock         | Pietra miliare |
| Rolling Stone    |                |
| Piero Scaruffi   |                |
| Q                |                |
| 24.000 dischi    |                |
| sentireascoltare |                |

Trout Mask Replica è il terzo album in studio di Captain Beefheart & His Magic Band, pubblicato nel 1969.
L'album miscela elementi della musica americana, dal blues al free jazz, in maniera non convenzionale, venendo, per questo, annoverato come uno dei maggiori esempi di musica sperimentale, nonché come uno dei dischi più influenti sugli sviluppi futuri della musica rock. Il critico Steve Huey scrisse che l'album "ha avuto più influenza nello spirito che nello stile, come un punto di partenza della letteratura musicale. Comunque, il disco ha fatto capire quali fossero le possibilità infinite della musica rock, quanto si possa ancora sperimentare". L'album ha inoltre creato una sorta di surrealismo musicale che verrà seguito soprattutto nell'era punk/new wave.
All'epoca della pubblicazione, Trout Mask Replica fu un insuccesso commerciale negli Stati Uniti, avendo, però, più fortuna nel Regno Unito, dove rimase ventunesimo in classifica di vendita per una settimana. Nel 2003 l'album è stato inserito alla posizione numero 58 nella lista dei migliori 500 album di sempre redatta dalla rivista Rolling Stone.

## Storia
(Captain Beefheart, 1978)

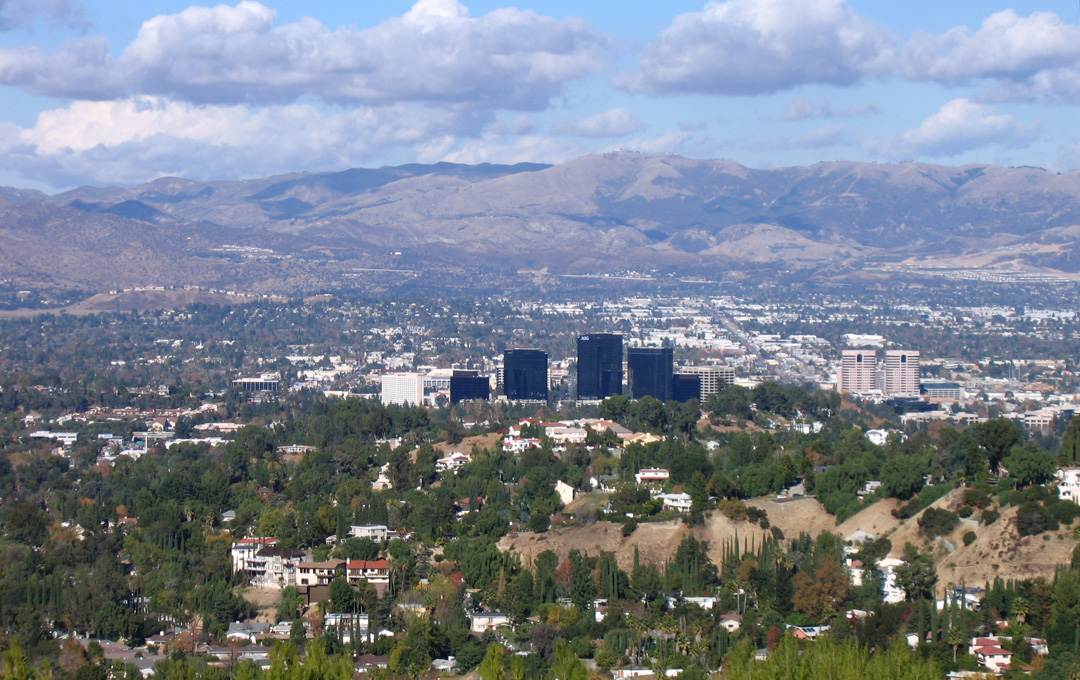
Panorama sul sobborgo di Woodland Hills, a Los Angeles, dove sorgeva la casa presa in affitto da Captain Beefheart & His Magic Band per la registrazione di Trout Mask Replica

Beefheart e la sua Magic Band ebbero sempre grossi problemi e rapporti travagliati con le proprie case discografiche. La A&M pubblicò il primo singolo della band, una reinterpretazione di Diddy Wah Diddy di Bo Diddley, ma rescisse il contratto dopo che i primi due singoli del gruppo non riscossero nessun successo commerciale. Poi fu la volta della Buddah Records, che pubblicò il primo album del gruppo Safe as Milk nel 1967. Poco dopo la Buddah iniziò a specializzarsi nella "bubblegum pop music" uno stile musicale molto commerciale con il quale Captain Beefheart and His Magic Band non avevano assolutamente niente da spartire, e quindi il gruppo si trovò di nuovo senza una casa discografica. A fine 1967 e nella primavera del 1968 la band effettuò svariate sedute di registrazione per quelli che sarebbero diventati gli album Strictly Personal e Mirror Man, ma a causa di vari problemi contrattuali Beefheart e il suo gruppo non sapevano se il materiale sarebbe mai stato effettivamente pubblicato. Circa in questo stesso periodo, il vecchio compagno di scuola delle superiori di Van Vliet, Frank Zappa, creò le proprie etichette discografiche, la Bizarre Records e la Straight Records, e offrì a Van Vliet l'opportunità di registrare un album in totale libertà artistica. Il risultato fu Trout Mask Replica.
Il gruppo lavorò sulle complicate e astruse composizioni di Van Vliet per circa otto mesi, vivendo tutti insieme in una sorta di comune "freak" all'interno di una casa presa in affitto a Woodland Hills, un quartiere periferico di Los Angeles. Van Vliet implementò le sue visioni pretendendo ed ottenendo un completo dominio artistico e psicologico sui suoi musicisti. A turno, ogni membro del gruppo veniva messo "all'interno di un barile", e Van Vliet lo rimproverava continuamente, alle volte per giorni interi, sino a che il musicista crollava in lacrime o si assoggettava completamente a lui. Secondo quanto riferito da John "Drumbo" French e Bill Harkleroad queste sessioni spesso includevano anche episodi di violenza psicologica. French descrisse la situazione come quella di una specie di "setta" e che l'atmosfera che si respirava nella casa era simile a quella della famigerata "family" di Charles Manson. Anche le loro condizioni di vita non erano delle migliori. Con nessun altro reddito al di fuori del sussidio statale e dei contributi dai parenti, il gruppo sopravvisse con una dieta miserrima. French ha raccontato che vissero mangiando non più di una tazzina di soia a testa al giorno per un mese intero, e che una volta alcuni membri della band furono arrestati per furto di cibo in un supermercato (e che Zappa li tirò fuori di galera). Un visitatore descrisse l'aspetto del gruppo come "cadaverico" e aggiunse che "sembravano tutti in cattiva salute" (Beefheart compreso). I membri della band erano costretti a provare per 14 ore o più al giorno e non potevano assolutamente lasciare la casa. Van Vliet una volta confidò al batterista John French che gli era stata diagnosticata una forma di schizofrenia paranoica e che il suo comportamento "dittatoriale" era dovuto al fatto che credeva sempre esistessero cospirazioni inesistenti alle sue spalle.

La maggior parte del disco venne registrata nel marzo del 1969, presso i “Whitney Studios” a Los Angeles, dalla formazione della Magic Band composta da Bill Harkleroad e Jeff Cotton alla chitarra, Mark Boston al basso, Victor Hayden al clarinetto e John French alla batteria e alle percussioni. Lo stesso Captain Beefheart (al secolo Don Van Vliet), suonò, in quell'occasione diversi ottoni e fiati, compresi il sassofono, la musette e il corno, oltre a cantare, col supporto vocale occasionalmente di Zappa e degli altri colleghi. La Magic Band suonò, dopo aver accuratamente provato, tutte le tracce in un'unica sessione di registrazione di sei ore. Van Vliet sovraincise la voce in un secondo momento. Il gruppo tentò di aiutare la creatività di Van Vliet vivendo insieme per 8 mesi in condizioni definite inumane dal batterista John French.

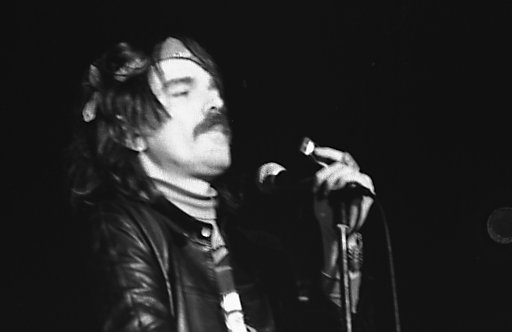
Captain Beefheart in concerto nel 1974

Il disco venne pubblicato dalla Straight Records, etichetta discografica dell'amico d'infanzia e collega di Beefheart Frank Zappa, che si occupò anche di produrre il disco.
Oltre all'incredibile eterogeneità delle composizioni, altre particolarità sono: il continuo variare dei tempi, la ripetitività, volontaria, della batteria e la follia dei sassofoni e del clarinetto.
I testi sono spesso criptici e insensati, ma se letti attentamente si rivelano complessi, e con largo uso di figure retoriche come le metafore su argomenti disparati come la politica interna ed estera, l'olocausto, l'amore, la sessualità, la storia della musica, e molto altro. Forse a causa del talento pittorico di Van Vliet, questo ed i successivi lavori, contengono una vivida visuale narrativa.
Sebbene il disco venne effettivamente registrato in una lunga session, come se fosse dal vivo, Van Vliet incise parti vocali isolate solo dopo la prima registrazione.

## Copertina
La copertina, bizzarra tanto quanto il contenuto del disco, mostra Captain Beefheart enigmaticamente con in testa un cappello da quacchero, e con il viso oscurato dalla testa di un pesce che lui stesso si tiene davanti alla faccia. Il pesce in questione è una carpa, e quindi una "replica" di una trota (in italiano il titolo dell'album, Trout Mask Replica, è infatti traducibile più o meno come: La replica della maschera da trota). La foto è opera di Cal Schenkel, l'artista che si occupava all'epoca delle copertine dei dischi di Frank Zappa. Schenkel si recò in una pescheria locale ad acquistare una testa di una carpa che voleva usare per la copertina dell'album. Beefheart, estasiato dall'idea bizzarra, se la posizionò davanti alla faccia come fosse un'assurda maschera di carnevale. La creazione della copertina dell'album fu surreale tanto quanto la musica contenuta in esso. Ad un certo punto, Captain Beefheart prese il sassofono e iniziò a suonarlo "attraverso" la bocca del pesce (che date le luci dello studio fotografico iniziava a puzzare notevolmente). Anche se queste immagini non furono usate, Schenkel dichiara tutt'oggi di essere in possesso di fotografie della "carpa che suona il sax".

## Composizione

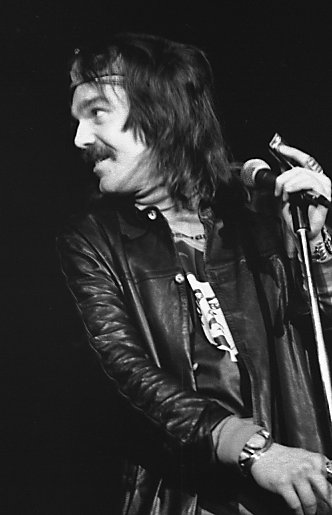
Captain Beefheart in concerto a Toronto nel 1974

Le composizioni presenti in Trout Mask Replica traggono la loro ispirazione principalmente dal blues e dal free jazz ma includono anche elementi di generi musicali come la musica folk e la musica classica sperimentale avant-garde. La voce di Van Vliet spazia nel cantato dei brani da toni cavernosi da cantante blues, al falsetto strozzato, fino ad arrivare a mugugni incomprensibili e urla casuali.
Secondo quanto dichiarato dallo stesso Van Vliet, tutti i brani sarebbero stati scritti durante un'unica sessione in studio durata otto ore. I membri della band, invece, affermarono che due delle tracce (Moonlight on Vermont e Sugar 'n Spikes) erano state composte circa nel dicembre 1967, mentre Veteran's Day Poppy venne scritta a fine maggio/inizio giugno del 1968. La maggior parte dei restanti brani risaliva all'estate e autunno del 1968. Una delle influenze principali nella composizione del materiale fu un nastro che un amico di Van Vliet, tale Gary Marker, gli aveva fatto ascoltare. Marker, un aspirante ingegnere del suono, stava imparando a montare insieme diversi spezzoni di nastri audio. Fece pratica combinando sezioni di varie registrazioni differenti assicurandosi però che mantenessero una certa unicità d'insieme nonostante provenissero da fonti diverse. Quando Van Vliet sentì il nastro preparato da Marker, esclamò eccitato: «Questo è quello che voglio!»
Per comporre, Captain Beefheart utilizzò uno strumento che non aveva mai suonato in precedenza, il pianoforte. Dato che non aveva dimestichezza con il nuovo strumento e nemmeno conoscenze musicali teoriche in merito, fu in grado di sperimentare senza preconcetti diverse idee di struttura e composizione musicale. Beefheart si sedeva al pianoforte fino a che non trovava un'idea ritmica o melodica che gli piaceva. Il critico Mike Barnes assimila questo tipo di approccio musicale a quello del compositore d'avanguardia John Cage. John French trascriveva poi sullo spartito la musica che "il Capitano" aveva in testa. Successivamente sempre French metteva insieme i vari frammenti musicali di Beefheart in alcune vere e proprie composizioni. French decise anche le parti che sarebbero state suonate da un dato strumento e insegnò ai musicisti come dovevano suonarle, anche se Van Vliet aveva poi comunque la parola finale su tutto quello che veniva inciso. Il membro della band Bill Harkleroad ricorda di come le singole parti "furono suonate a casaccio, poi elaborate in maniera chirurgica, messe insieme, ed infine rifinite". Una volta completata ogni canzone veniva suonata sempre esattamente allo stesso modo, rifuggendo l'improvvisazione che caratterizzava certi tipi di musica in favore di un approccio esecutivo simile a quello della musica classica. Il chitarrista Fred Frith fece notare come durante questo processo "le idee musicali che solitamente emergono dall'improvvisazione furono sfruttate e rese costanti, ripetitive".
French riferì che almeno tre quarti delle canzoni furono composte al piano. Le restanti consistevano in parti che venivano fischiettate da Van Vliet stesso. In rari casi qualche parte di canzone venne composta al piano mentre gli altri ne fischiettavano il motivo. Tre di queste non hanno nessun accompagnamento musicale da parte di una linea guida (Well, The Dust Blows Forward 'n the Dust Blows Back, e Orange Claw Hammer) mentre una era frutto di una improvvisazione spontanea (China Pig).
Molte delle composizioni includono brevi passaggi presi da altre canzoni. Alcune reminiscenze d'infanzia, come la versione di Gene Autry di Rancho Grande dalla quale fu tratta e adattata la chitarra in Veteran's Day Poppy, o la melodia di Shortnin' Bread utilizzata per Pachuco Cadaver. Altri riferimenti erano più contemporanei, come la citazione: «come out to show dem (them)» dal brano Come Out di Steve Reich usata in Moonlight on Vermont, o un frammento melodico della registrazione effettuata da Miles Davis del Concierto de Aranjuez adattato a base per Sugar 'n Spikes. Il finale di Moonlight on Vermont contiene anche il ritornello dello spiritual Old Time Religion. Una delle influenze non-musicali fu quella di Salvador Dalí; lo strumentale Dali's Car fu ispirato alla band dalla visione dell'installazione artistica di Dalí Rainy Taxi.

## Registrazione

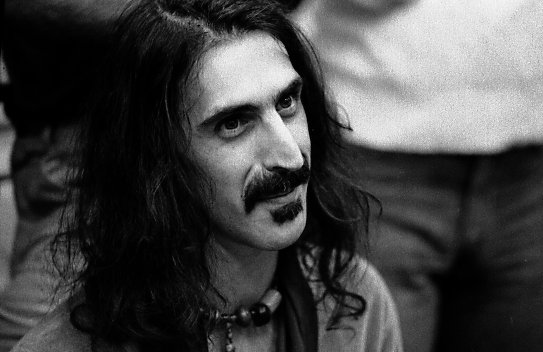
Frank Zappa, produttore di Trout Mask Replica

Moonlight on Vermont e Veteran's Day Poppy furono registrate agli studi Sunset Sound Recorders nell'agosto 1968, circa sette mesi prima del resto dei brani sull'album. Queste tracce vedono la formazione del gruppo composta da Van Vliet, Bill Harkleroad e Jeff Cotton alla chitarra, John French alla batteria, e Gary Marker temporaneamente al basso come sostituto del fuoriuscito Jerry Handley. Un mese dopo Mark Boston si unì alla band come nuovo bassista a tempo pieno. La formazione con Van Vliet, Harkleroad, Cotton, French e Boston registrò tutti gli altri brani, con la partecipazione del cugino di Van Vliet, Victor Hayden, occasionalmente al clarinetto basso.
Originariamente Frank Zappa aveva proposto di registrare l'album alla maniera di "una registrazione in campo etnico" nella casa dove viveva la band. Lavorando con Zappa e l'ingegnere del suono Dick Kunc, la band registrò qualche traccia base nella casa di Woodland Hills separando il suono suonando ogni strumento in una stanza diversa. Zappa pensava che le incisioni fossero venute bene, ma Van Vliet divenne sospettoso pensando che Zappa stesse cercando di registrare l'album in "maniera sciatta" e insistette per utilizzare uno studio di registrazione professionale. Zappa avrebbe poi dichiarato in seguito che dato l'atteggiamento di Van Vliet era "impossibile dirgli il perché le cose andassero fatte in una determinata maniera. E che la cosa migliore era tenere la bocca chiusa il più possibile e fargli fare le cose a modo suo." Solamente una delle tracce registrate da Zappa e Kunc nella casa finì sull'album finito, ed è Hair Pie: Bake 1. Tre altri brani furono registrati su un registratore a cassette nella casa, il poema "a cappella" The Dust Blows Forward 'n The Dust Blows Back, Orange Claw Hammer, e l'improvvisato blues China Pig con l'ex membro della Magic Band Doug Moon che accompagnava alla chitarra Van Vliet. La voce in The Blimp (mousetrapreplica) venne curiosamente registrata al telefono. La registrazione venne fatta da Zappa nel suo studio mentre stava parlando al telefono con Van Vliet prima dell'inizio delle sessioni per l'album; Jeff Cotton fu messo alla cornetta del telefono a recitare l'ultima delirante poesia uscita dalla mente del Capitano: «...Tits tits the blimp the blimp / The mother ship the mother ship / The brothers hid under the hood / From the blimp the blimp...», «...All the people stir / 'n the girls' knees tremble / 'n run 'n wave their hands / 'n run their hands over the blimp the blimp...» ("Tette tette il dirigibile il dirigibile / La nave madre, la nave madre / I fratelli nascosti sotto il cofano / Dal dirigibile il dirigibile..."), ("Tutte le persone si mescolano / e le ginocchia delle ragazze tremano / e corrono e agitano le mani / e mettono le loro mani sul dirigibile il dirigibile") che Zappa registrò e mise sopra un sottofondo musicale di un vecchio brano delle Mothers of Invention dal titolo Charles Ives su cui stava lavorando.
Una volta entrato in studio, il gruppo incise 20 tracce strumentali in una singola sessione durata sei ore. Van Vliet passò i giorni successivi a sovraincidere le parti vocali. Invece di cantare seguendo le tracce strumentali con le cuffie, improvvisava il cantato risentendo i nastri delle registrazioni sul momento. Come risultato la voce è spesso fuori sincrono rispetto agli strumenti. Interrogato sul perché di tale scelta nella registrazione del cantato dei brani, Beefheart replicò: «Beh, così sembra che siano stati cantati appena prima del raid aereo di un commando militare, non è così?»
A proposito dell'inconsueta modalità di lavoro in studio di Captain Beefheart, Frank Zappa, memore della sua esperienza nel produrre Trout Mask Replica, dichiarò: «Don se ne frega della tecnica; cercai anzitutto di fargli dire cosa volesse fare, per poter soddisfare le sue aspettative partendo da un punto preciso. Registrammo nello studio della chiesa mormona che usavo io, prima le basi e quindi la voce. Solitamente il cantante entra in studio, infila le cuffie, ascolta le basi, cerca di cantare a tempo, e la cosa è fatta. Don non tollerava le cuffie e voleva cantare in mezzo allo studio ad alta voce, seguendo gli echi musicali provenienti dai pannelli di vetro della cabina di missaggio. Le possibilità di registrare le voci a tempo erano nulle, ma si fece così.»

## Brani

### Frownland
Canzone preferita dalla band durante i concerti, inizia con un ritmo in 7/8 in cui ognuno dei musicisti va per conto suo sperimentando timbri e tonalità diverse, fino a quando tutti gli strumenti si incontrano, e inizia allora il segmento successivo. Ogni suono è originale, nulla si ripete e quello che viene suonato, non ha alcun effetto sull'accordo successivo impiegato. Dopo circa 50 secondi, la musica diventa un torrente impetuoso, e i suoni degli strumenti si scontrano in complessi contrappunti armonici. Nonostante tutto si tratta comunque di un brano in stile blues in cui vengono riprese alcune parti di chitarra del brano Kandy Korn presente sull'album Strictly Personal, dove entrambe le chitarre combattono tra di loro per suonare in maniera totalmente indipendente l'una dall'altra. Nonostante un tale impatto sonoro, quando irrompe la rauca voce di Beefheart ha l'effetto di uno schiaffo in volto mentre invita l'ascoltatore a viaggiare attraverso la terra della sua musica:
(Frownland - Captain Beefheart)
Paradossalmente, questo paesaggio mitizzato non è quello della fine degli anni '60, l'invocata nazione hippy (che Beefheart odiava) o la follia psichedelica teorizzata da altri artisti dell'epoca. Questo è il personalissimo mondo di Don Van Vliet, costruito su una visione distorta dell'America e dei suoi ideali.

### The Dust Blows Forward 'n The Dust Blows Back
La linea vocale di Captain Beefheart venne registrata su cassetta nella casa di Woodland Hills (da qui il caratteristico click che si sente in sottofondo alla fine di ogni strofa). È una traccia esclusivamente vocale, recitata come una filastrocca, senza nessun accompagnamento musicale. Il testo tratta di alcuni ricordi di gioventù, di quando Van Vliet si recava a pescare da ragazzo. La canzone può essere intesa come una particolare ode alla natura incontaminata, selvaggia, dove le cose muoiono e rinascono in continuazione.

### Dachau Blues
(Dachau Blues - Captain Beefheart)
Canzone che tratta temi delicati come l'olocausto, la seconda guerra mondiale e Adolf Hitler. Non fu mai eseguita in concerto. Si tratta di un brano molto intenso, nel quale Don soffia nel clarinetto basso, come se fosse un disperato, ultimo tentativo di fermare la guerra con tutti gli orrori che comporta... La musica è alquanto tetra, piuttosto convulsa, come a voler descrivere tali orrori. Alla fine della traccia la voce di Beefheart sovrasta quasi completamente gli altri musicisti impedendo di godere appieno del loro virtuosismo. La natura umana votata all'odio e alla violenza sembra preoccupare Beefheart, che sul finire del brano si augura che non scoppi una terza guerra mondiale.

### Ella Guru
Si tratta di una delle canzoni più "accessibili" dell'album, anche se in maniera inconsueta, sembra a suo modo addirittura orecchiabile con i suoi coretti strampalati. L'ispirazione per questo pezzo proviene da una fan del gruppo, che aveva l'abitudine di venire ai loro concerti indossando abiti molto colorati ed eccentrici. Il ruvido cantato di Beefheart è completato dalla voce in falsetto e quasi isterica di Jeff Cotton. È una canzone d'amore, che in qualche modo fa riferimento al grande successo del 1968 degli O'Kaysions Girl Watcher. Il termine "Fast 'n Bulbous" è una tipica storpiatura Beefheartiana del nome di una famosa marca di crema idratante, citata anche da Zappa in Uncle Meat e che compare ripetutamente su Trout Mask Replica.

### Hair Pie: Bake 1
Traccia registrata nella casa di Woodland Hills, con i tamburi rivestiti di cartone per attutirne il suono. Don e Victor Hayden andarono con i propri strumenti in mezzo alle erbacce a circa 50 metri dalla casa e iniziarono a soffiare nei loro strumenti producendo dissonanti suoni in stile free jazz. Sono ben udibili il fruscio delle foglie, un cane che abbaia in lontananza e due bambini che erano presenti durante la sessione di registrazione (e con i quali Beefheart inizia a parlare dopo aver concluso la canzone). Il termine "Hair Pie" ("torta di peli") in slang americano è un riferimento osceno al cunnilingus. Zappa fece registrare alla band anche una seconda versione di questo brano, Hair Pie: Bake 2, fondamentalmente la stessa canzone ma registrata in studio e senza gli strumenti a fiato.

### Moonlight on Vermont
Sicuramente una delle migliori canzoni dell'album e una delle migliori composizioni di Beefheart, Moonlight on Vermont venne registrata nell'agosto 1968, circa nove mesi prima rispetto alle altre tracce, dalla Magic Band in formazione diversa. La canzone sembra in qualche maniera correlata ai vecchi pezzi blues del Delta del Mississippi, ma chiaramente stravolgendone la struttura. Si tratta di un brano apparentemente semplice, che inizia con uno stridente riff di chitarra elettrica distorta ad opera di Bill Harkleroad, ma che in realtà nasconde una struttura complessa come le altre canzoni di Trout Mask Replica. La tematica della canzone tratta dell'influenza della Luna sul comportamento delle persone. Nella parte finale del brano, Don canta uno stralcio della canzone gospel Old-Time Religion, mischiandolo al ritornello di Come Out, un brano di Steve Reich del 1966. Si può anche considerare questa canzone come l'antitesi dell'omonima ballata romantica composta da John Blackburn e Karl Suessdorf nel 1943, interpretata, tra gli altri, anche da Ray Charles, Johnny Mathis, Sam Cooke, Louis Armstrong, e perfino Frank Sinatra.

### Pachuco Cadaver
È una delle rare canzoni sull'album in cui quasi ogni strumento suona a tempo e in toni simili, il risultato è una sorta di boogie veloce. La batteria e le chitarre sono in sincronia, ma non la parte di basso suonata da Don, completamente fuori tempo, che crea un effetto straniante in un contesto di normale esecuzione degli strumenti. Durante il coro alla fine del brano, Don torna al suo passato musicale più arcaico, citando la sua canzone per bambini preferita: Mammy's Little Baby Loves Shortnin' Bread. "Pachuco" è uno dei termini più comuni utilizzati a Los Angeles negli anni '40 e '50 per indicare un ragazzo ispanico di origine messicana, vestito in abiti eleganti.

### Bills Corpse
Si tratta di un pezzo ispirato a Bill Harkleroad, che allora era in uno stato d'animo molto cupo. Il titolo del brano, traducibile in italiano come Il cadavere di Bill, forse è semplicemente una presa in giro da parte di Don Van Vliet del pessimismo di Harkleroad, ma bisogna anche ricordare che Beefheart una volta aveva un pesciolino dorato di nome Bill, che morì quando il suo proprietario, giovane ed entusiasta, si dimenticò di dargli da mangiare per diversi giorni. Il tema centrale è quindi la morte, ma una figura femminile che appare alla fine del brano può anche simboleggiare la rinascita insita nella natura stessa.

### Sweet Sweet Bulbs
Il brano fu uno dei più difficili da portare a termine e il gruppo spese un sacco di tempo in studio per prepararlo bene. Fondamentalmente è una canzone d'amore: Don incontra il suo vero amore nel suo giardino. Il ritmo è sostenuto, ma nonostante l'apparente facilità dell'insieme, la canzone è piuttosto complessa. La linea di basso è in forte evidenza. Tra le bellezze naturali del giardino di Don, si percepisce la sua passione per la meravigliosa donna decantata nella canzone che qui sembra essere una regina. L'espressione del desiderio si concretizza nel brano successivo, il più sessuale dell'album.

### Neon Meate Dream of a Octafish
Tipico esempio dell'immaginazione poetica di Beefheart dal punto di vista lirico, è però un lavoro molto difficile, e quindi eseguito molto raramente dal vivo in concerto. Molte delle parole del testo sono associabili con il sesso, anche il modo di cantare, molto onomatopeico, utilizza suoni per evocare associazioni con il sesso e la sessualità. Sono presenti tutta una serie di parole tipicamente associate con la mascolinità e la femminilità.

### China Pig
Con questo pezzo si torna alle radici del blues, ma è facile notare come questa sia la più vecchia delle canzoni presenti sull'album, possedendo una struttura tipicamente blues in maniera tradizionale senza generare troppe sorprese. Beefheart la canta con un tono di voce alla Howlin' Wolf. La canzone venne registrata su cassetta in una stanza della casa di Woodland Hills con Doug Moon, in visita al gruppo, che accompagnava il cantato di Don con la chitarra. La qualità della registrazione è molto lo-fi, e il nastro si interrompe bruscamente verso la fine del brano.

### My Human Gets Me Blues
In questa traccia sono presenti molti elementi di jazz, come il ritmo sincopato che caratterizza il brano. In questo pezzo Beefheart gioca con la lingua inglese stravolgendo il suono e il significato di vocali e consonanti.

### Dalí's Car
Il brano venne ispirato dalla visione di una mostra di Salvador Dalí, che il gruppo andò a visitare. È uno dei tre brani solo strumentali dell'album.

### Hair Pie: Bake 2
È in realtà la versione in studio di Hair Pie: Bake 1 senza però il suono degli strumenti a fiato di Beefheart e Hayden. Il critico Langdon Winner ha calcolato che in questo brano sono presenti almeno 14 ritmi e melodie differenti. Le chitarre hanno un sorprendente sound moderno per l'epoca, che influenzerà non poco le sonorità dei gruppi new wave degli anni ottanta.

### Pena
Dopo un'introduzione costituita da uno stralcio di dialogo tra i membri del gruppo, è ancora la voce di Jeff Cotton a farla da padrone recitando e urlando così forte, con in sottofondo un tappeto di urla sconnesse da parte di Captain Beefheart, da danneggiarsi quasi le corde vocali, per poi alla fine della canzone scoppiare a piangere istericamente. Si tratta di uno dei brani più "bizzarri" presenti sull'album.

### Well
Altra traccia esclusivamente "recitata" da Beefheart con una voce in tono baritonale senza accompagnamento musicale alcuno. Ogni strofa, si conclude con l'esclamazione: «Well, well...» ("Bene, bene...") usata a mo' di ritornello. Il brano descrive il momento in cui la mente passa dalla veglia allo stato di sonno, la luce del giorno filtra nella notte nera, e la mente è sempre meno sotto controllo.

### When Big Joan Sets Up
Si tratta di un brano ritmicamente in qualche modo simile a My Human Gets Me Blues. Venne spesso eseguito in concerto, perché piaceva molto al gruppo, che lo trovava divertente da suonare. È una delle tracce in cui l'influenza del free jazz è maggiormente riscontrabile. La "Big Joan" del titolo, il soggetto della canzone, è una donna obesa di notevoli dimensioni che quando esce di casa viene presa in giro dalla gente per la sua stazza.

### Fallin' Ditch
Questa è un'altra canzone che parla di morte. Dopo un'ennesima introduzione parlata, Beefheart inizia a "sputare" le parole del testo su un tappeto sonoro blues. Il pezzo si situa sulla scia di brani come Almost Dead Blues di Robert Pete Williams (che lo scrisse durante una grave malattia) e See That My Grave Is Kept Clean di Blind Lemon Jefferson.

### Sugar 'n Spikes
Risale al periodo della composizione e registrazione di Moonlight on Vermont. La canzone contiene una citazione dal Concierto de Aranjuez di Joaquín Rodrigo nella versione registrata in Sketches of Spain da Miles Davis, su arrangiamento di Gil Evans.

### Ant Man Bee
La base di questo brano è un classico ritmo in 4/4, al quale Don era molto affezionato (lo chiamava il ritmo dei bambini). Il testo della canzone esprime chiaramente la preoccupazione dell'autore per l'ecosistema del nostro pianeta. Oltre a cantare, Van Vliet suona anche il sax solista: tenore e soprano, naturalmente in stile molto "free".

### Orange Claw Hammer
Si tratta di una poesia recitata da Beefheart, e registrata in solitudine su un registratore a cassette. Sebbene avesse testi preparati, in molte casi, Don preferiva improvvisare le parole sul momento. Beefheart interpreta un vecchio marinaio, il quale dopo 30 anni trascorsi in mare, ha una gamba di legno e le tasche vuote e cerca il modo di incrementare le sue scarse risorse finanziarie.

### Wild Life
La traccia contiene probabilmente la miglior esecuzione solista con uno strumento a fiato da parte di Don Van Vliet sull'intero album. Naturalmente, come al solito, Beefheart non sapeva cosa stava facendo, ma lo fece brillantemente. Le parole del testo raccontano una storia particolarmente drammatica, perché narrata in prima persona. Il protagonista fugge da una realtà dolorosa in cui è perseguitato da qualcuno. Quindi si sente come un animale braccato, la cui esistenza è minacciata da un nemico invisibile. Così decide di scappare sulle montagne insieme alla moglie per nascondersi in una grotta. La "vita selvaggia" è, secondo Beefheart, la migliore amica dell'uomo. L'insolito assolo di sassofono di Beefheart è stato rifatto nota per nota con la chitarra nel 1982 da Gary Lucas nel brano The Host the Ghost Most Holy-O sull'album Ice Cream for Crow.

### She's Too Much for My Mirror
La canzone si occupa di amanti mal assortiti tra di loro. La donna è così vanitosa che l'uomo non ha mai la possibilità di guardarsi allo specchio, perché è sempre occupato da lei.

### Hobo Chang Ba
Traccia costruita elaborando uno dei più vecchi riff creati da Van Vliet. Il titolo del brano si riferisce allo stato d'animo in cui si identifica l'autore, quello del vagabondo, in questo caso specifico un immigrato cinese... Il termine "hobo", tipicamente statunitense, indica una sorta di "romantico giramondo", una figura differente da quella del semplice barbone, maggiormente associabile agli eroi della Beat Generation come il Jack Kerouac di Sulla strada, che viaggiava per gli Stati Uniti nascosto su treni merci per non dover pagare il biglietto, o a cantautori folk come Woody Guthrie. Il termine veniva anche spesso utilizzato da Bob Dylan nelle sue prime canzoni.

### The Blimp (mousetrapreplica)
La particolarità del brano in questione sta nel metodo di registrazione impiegato per esso. Beefheart volle che Jeff Cotton ne recitasse il testo al telefono. Quindi Cotton chiamò a casa Frank Zappa, che registrò il tutto su nastro in diretta nel suo studio. Finita la telefonata, Zappa elaborò il nastro sovrapponendogli un accompagnamento musicale in sottofondo eseguito da alcuni membri delle Mothers of Invention. Su questa base, Beefheart sovraincise poi degli assoli al sax soprano. Così nacque The Blimp. Successivamente Zappa riutilizzerà la base strumentale per un suo brano intitolato Charles Ives. Il testo della canzone, che parla di un dirigibile che precipita, è probabilmente ispirato al famoso disastro aereo che coinvolse il dirigibile Hindenburg negli anni trenta.

### Steal Softly Thru Snow
Nonostante si tratti di uno dei brani più complessi del disco (soprattutto per quanto riguarda la parte ritmica) è stato eseguito in quasi tutti i concerti della band. Ma Bill Harkleroad ricorda che suonare questo pezzo era per lui una vera e propria tortura. Il testo della canzone, che ancora una volta tratta di ecologia, è una sublimazione insolitamente romantica per gli standard di Captain Beefheart.

### Old Fart at Play
Come risulta da un'intervista con Langdon Winner che Beefheart effettuò nel maggio 1970 per Rolling Stone, la canzone è costituita da un breve frammento di un lungo romanzo con lo stesso nome e di cui finora non si sa nulla, che Beefheart si limita a leggere con in sottofondo un accompagnamento musicale da parte della band.

### Veteran's Day Poppy
Questa fu la prima canzone registrata dalla Magic Band con Bill Harkleroad in formazione. Proviene dalla stessa sessione che aveva prodotto Moonlight on Vermont, da qui lo stile leggermente diverso. Il titolo del brano fa riferimento alla pratica tipicamente anglosassone della vendita dei papaveri per beneficenza da parte delle crocerossine nel giorno della memoria dei caduti o veterani di guerra che viene citata anche dai Beatles in Penny Lane. La canzone è un inno antimilitarista, dal punto di vista di una madre che ha perso un figlio in guerra. La donna si rifiuta di compiere un gesto privo di significato come comprare dei papaveri, perché tanto non gli crescerà un altro figlio come invece ricresce un fiore reciso. Il brano è caratterizzato da una chitarra sincopata e da una lunga coda strumentale. Vale la pena notare che il riff principale suonato dalla chitarra slide è una citazione della popolare canzone degli anni '40 Rancho Grande. Queste inclusioni di opere note in canzoni originali sono uno degli elementi essenziali dello stile compositivo di Van Vliet e se ne possono trovare esempi in tutti i suoi album. Tale pratica ricorda ciò che facevano i cubisti, che nei loro dipinti rappresentavano per lo più cose semplici, oggetti in genere conosciuti e familiari, stravolgendone però completamente la forma.

## Tracce
Testi e musiche di Captain Beefheart.
Lato A
1. Frownland – 1:41
2. The Dust Blows Forward 'n the Dust Blows Back – 1:53
3. Dachau Blues – 2:21
4. Ella Guru – 2:26
5. Hair Pie: Bake 1 – 4:58
6. Moonlight on Vermont – 3:59

Durata totale: 17:18
Lato B
1. Pachuco Cadaver – 4:40
2. Bills Corpse – 1:48
3. Sweet Sweet Bulbs – 2:21
4. Neon Meate Dream of a Octafish – 2:25
5. China Pig – 4:02
6. My Human Gets Me Blues – 2:46
7. Dali's Car – 1:26

Durata totale: 19:28
Lato C
1. Hair Pie: Bake 2 – 2:23
2. Pena – 2:33
3. Well – 2:07
4. When Big Joan Sets Up – 5:18
5. Fallin' Ditch – 2:08
6. Sugar 'n Spikes – 2:30
7. Ant Man Bee – 3:57

Durata totale: 20:56
Lato D
1. Orange Claw Hammer – 3:34
2. Wild Life – 3:09
3. She's Too Much for My Mirror – 1:40
4. Hobo Chang Ba – 2:02
5. The Blimp (mousetrapreplica) – 2:04
6. Steal Softly thru Snow – 2:18
7. Old Fart at Play – 1:51
8. Veteran's Day Poppy – 4:33

Durata totale: 21:11

## Formazione

### Musicisti
- Don Van Vliet (Captain Beefheart) – voce, armonica a bocca, sassofono tenore, sassofono soprano, clarinetto basso
- Bill Harkleroad (Zoot Horn Rollo) – chitarra, flauto
- Jeff Cotton (Antennae Jimmy Semens) – chitarra, voce su Pena e The Blimp
- Victor Hayden (The Mascara Snake) – clarinetto basso
- Mark Boston (Rockette Morton) – basso
- John French (Drumbo) – batteria, percussioni (non accreditato nella versione originale in vinile, reintegrato nella ristampa in CD)

### Musicisti aggiuntivi
- Doug Moon – chitarra in China Pig
- Dick Kunc – voce narrante in She's Too Much for My Mirror (non accreditato); ingegnere del suono
- Gary "Magic" Marker – basso in Moonlight on Vermont, Veteran's Day Poppy (non accreditato)
- Frank Zappa – frammenti vocali in Ella Guru, The Blimp, e Pena; produzione
- Roy Estrada – basso in The Blimp (non accreditato)
- Arthur Tripp III – batteria & percussioni in The Blimp (non accreditato)
- Don Preston – pianoforte in The Blimp (non accreditato)
- Ian Underwood e Bunk Gardner – sassofono alto e tenore in The Blimp (non accreditati)
- Buzz Gardner – tromba in The Blimp (non accreditato)

### Produzione
- Frank Zappa - produzione
- Don Van Vliet - arrangiamenti
- Dick Kunc - ingegnere del suono
- Cal Schenkel - copertina, artwork
- Ed Caraeff e Cal Schenkel - fotografie

## Curiosità
- Nelle prime copie in vinile della versione originale US del doppio LP uscita nel 1969 (Straight STS 1053), il primo disco contiene i lati 1 e 4, mentre il secondo contiene i lati 2 e 3.[25]
- Lo scrittore statunitense Robert Rankin omaggiò questo disco intitolando un suo libro del 1997, Sprout Mask Replica.
- Il batterista John "Drumbo" French alla fine non venne citato sulla copertina del disco, perché fu estromesso dalle sessioni di registrazione e cacciato dal gruppo subito dopo il completamento dell'album.
- Matt Groening, il creatore de I Simpson, scrisse che al suo primo ascolto giudicò Trout Mask Replica "la cosa peggiore che avesse mai ascoltato"; ora invece lo considera "il miglior disco rock di tutti i tempi".[26]
- Il regista David Lynch lo considera il suo disco preferito di tutti i tempi[senza fonte].